# José Pacheco y Basanta
José Pacheco y Basanta (Mondoñedo, 15 de diciembre de 1784-Mondoñedo, 23 de marzo de 1865) fue un compositor y maestro de capilla español.

## Biografía
Comenzó su educación musical en 1795 como infante de coro en la basílica de San Martín de Mondoñedo. La muerte de sus padres ensombreció al porvenir del joven Pacheco; pero el capítulo, comprendiendo su mérito, dispuso que el maestro de capilla Santavalla lo recogiera y le enseñase en su casa. Tras cambiar la voz, trabajó como organista, mientras estudiaba composición y educaba a los infantes. En 1804 dirigió la capilla musical por primera vez, con unos villancicos que había compuesto él mismo.
Al fallecer Santavalla en 1805 y restando vacante su plaza en la catedral, el capítulo nombró a Pacheco para ocuparla, en febrero del año siguiente, con gran oposición del prelado, debido a la corta edad de Pacheco. Pasó a la Catedral de Santiago de Compostela para completar su educación musical con el canónigo López, maestro de la capilla compostelano, y desde allí envió a Mondoñedo su Miserere, magnífica inspiración del genio, y quizá la superior de sus producciones.
Obligado por las circunstancias, en 1808, apresuró su ingreso en el orden sacro, sin tener vocación para él, recibiendo la dalmática del obispo Aguiar por no vestir el uniforme de soldado. Pero no quiso avanzar más en el sacerdocio, porque no se ordenó de diácono.
Heredó de Santavalla la mejor capilla de música que hubiera tenido la Catedral de Mondoñedo, pero la invasión francesa y las crisis económicas del siglo XIX llevaron a la capilla a perder gran parte de sus mejores músicos. A pesar de ello, Pachecho trató de mantener la calidad de la música en las fechas de guardar y a partir de 1850 comenzó a modernizar los instrumentos, reemplazando oboes con clarinetes e introduciendo instrumentos modernos como el saxofón o la tuba. Fueron alumnos suyos Pascual Saavedra, su sucesor en el cargo, y Pascual Veiga Iglesias.
Rechazó ofertas de las catedrales de Lugo (1817) y Oviedo (1833), y en 1833 se presentó a las oposiciones para el magisterio de Santiago de Compostela sin éxito. Permanecería en Mondoñedo, en su cargo, hasta su fallecimiento, el 23 de marzo de 1865.

## Obra
La sustantividad del artista debía reflejarse con gran fuerza en sus obras musicales. Elegante, florecido, más inclinado a la dulzura que a la energía, de vena rica, suave en la expresión, tan natural y sencillo como fluido y tierno. Pacheco inunda sus composiciones con tal belleza artística, que eleva en ellas el pedestal más seguro de su gloria.
Entre sus mejores páginas figura el ya citado Miserere, el salmo Dixit Dominus, con bellas de primer orden, que compuso en 1816 para presentar a los opositores de la plaza de organista de Oviedo en los ejercicios presididos por él mismo, y el Oficio de difuntos, que escribió en 1832, después de un viaje a Madrid, donde se relacionó con el célebre Ramón Carnicer y Batlle, y escuchó las óperas de Rossini, Bellini y otros compositores italianos de la época, los cuales influyeron mucho en su estilo, produciendo la nueva fase con la que aparece en esta última obra, exornada con todas las galas de la más fresca inspiración.
En Mondoñedo, Madrid, Sevilla, Oviedo, Santiago de Compostela y otros puntos de España y del extranjero dejó una multitud de buenas páginas. Dominaba todos los géneros, como lo demuestra la selecta colección que compuso, de Villancicos y cantares gallegos, muñeiras y alboradas. Ejerció durante sesenta años las funciones de maestro de capilla de la catedral de Mondoñedo.